# Mike Melvoin
Michael Melvoin (Oshkosh, 10 mei 1937 - Burbank, 22 februari 2012) was een Amerikaanse jazzpianist, arrangeur en componist.

## Biografie
Mike Melvoin begon op 3-jarige leeftijd piano te spelen. Hij studeerde eerst Engels aan het Dartmouth College, waar hij in 1959 afstudeerde. Hij besloot echter daarna om een carrière als jazzmuzikant aan te gaan. Na zijn verhuizing naar Los Angeles in 1961 werkte hij met Frank Rosolino, Leroy Vinnegar, Gerald Wilson, Paul Horn, Terry Gibbs, Joe Williams, Peggy Lee en Tom Waits. Meestal was hij werkzaam als studiomuzikant. Hij werkte ook mee aan opnamen van Milt Jackson, Gábor Szabó, Stan Getz, Frank Sinatra, Natalie Cole, Helen Reddy, John Lennon (Stand By Me), Barbra Streisand, Quincy Jones, Michael Jackson, Tom Waits, Lalo Schifrin en de Pet Sounds-Sessions 1966 van The Beach Boys. Als arrangeur werkte hij voor The Ventures. Verder was hij de eerste actieve muzikant, die als nationale voorzitter van de Recording Academy fungeerde. Daarnaast speelde hij in clubs in Los Angeles, begeleidde hij de zanger Bill Henderson en werkte hij mee bij plaatopnamen van Herb Ellis en Plas Johnson bij Concord Jazz Records.
Melvoin had drie kinderen. Zijn zoon Jonathan was onder andere toetsenist bij de Amerikaanse band The Smashing Pumpkins en de tweeling Susannah en Wendy werkten tijdens de jaren 1980 mee als lid van Prince & the Revolution. Jonathan overleed in 1996.

## Overlijden
Mike Melvoin overleed in februari 2012 op 74-jarige leeftijd.

## Discografie

### Opnamen onder eigen naam
- 1966: Keys to Your Mind (Liberty Records)
- 1968: Between the Two (Liberty Records)
- 1969: The Plastic Cow Goes Moooooog (Dot Records)
- 1979: Unknown Title (Discwasher)
- 1988: Redeye (Voss Records)
- 1999: The Capitol Sessions (met Bill Henderson en Charlie Haden) (Naim)
- 2002: Oh Baby (City Light)
- 2003: It′s Always You (mit Phil Woods) (City Light)
- 2003: Like Jazz (mit David Basse) (City Light)
- 2006: Playing the Word (City Light)
- 2006: You Know (City Light)

### Opnamen als begeleidingsmuzikant
Met Milt Jackson
- 1969: Memphis Jackson (Impulse!)

Met Gábor Szabó
- 1967: Light My Fire (Impulse!) met Bob Thiele
- 1967: Wind, Sky and Diamonds (Impulse!)
- 1969: 1969 (Skye Records)

Met Tom Waits
- 1975: Nighthawks at the Diner (Asylum)

- Biblioteca Nacional de España: XX1406120
- Bibliothèque nationale de France: cb142059640 (data)
- Gemeinsame Normdatei: 134676971
- International Standard Name Identifier: 0000 0001 1450 6254
- Library of Congress Control Number: n92084884
- MusicBrainz: 4df01ecc-68a8-41e5-8971-d6550edde76f
- Nationale Bibliotheek van Tsjechië: xx0043832
- Virtual International Authority File: 85577791
- WorldCat: E39PBJpyv98MT6mkDwDFYRfjG3